# Anna Maria (naam)
Anna Maria is een vrouwelijke voornaam. Varianten zijn onder meer Anne Marie, Annemarie, Annamarie, Annamaria, Annemaria en Anne-Marie.
Eind zeventiende eeuw werd de combinatie van de voornamen Anna en Maria steeds vaker gebruikt. De twee namen werden op den duur tot één naam verbonden.

## Bekende naamdraagsters

### Europese adel/koningshuizen
- Anna Maria van Anhalt
- Anne Marie Louise van Bourbon-Orléans
- Anna Maria Luisa de' Medici
- Anne Marie van Denemarken
- Anne Marie Komorowska, moeder van Prinses Mathilde
- Anne Marie van Orléans

### Bekende personen met de naam
- Annemarie Jorritsma
- Anne-Marie Lizin
- Annemie Neyts
- Anne-Marie Nicholson
- Annemarie Oster
- Anna Maria van Schurman
- Annemie Turtelboom
- Annemarie Verstappen